# Kristen Tsai
Kristen Tsai Wan-Ting (* 11. Juli 1995 in der Taiwan; auch Christin Tsai) ist eine kanadische Badmintonspielerin.

## Karriere
Kristen Tsai gewann bei den kanadischen Juniorenmeisterschaften 2010 und 2011 insgesamt drei Titel. Bei den Erwachsenen erkämpfte sie sich 2011 Silber. 2012 siegte sie bei den Panamerikameisterschaften sowohl im Einzel als auch mit dem Team und erkämpfte sich Silber im Damendoppel. 2021 qualifizierte sie sich für die Olympischen Sommerspiele des gleichen Jahres, schied dort jedoch in der Vorrunde aus.

## Sportliche Erfolge
| Saison | Veranstaltung                             | Disziplin | Platz | Name                              |
| ------ | ----------------------------------------- | --------- | ----- | --------------------------------- |
| 2008   | Kanadische Juniorenmeisterschaft U14 2008 | WS        | 1     | Kristen Tsai                      |
| 2009   | Kanadische Juniorenmeisterschaft U17 2009 | XD        | 1     | Clinton Wong / Kristen Tsai       |
| 2009   | Kanadische Juniorenmeisterschaft U17 2009 | WS        | 1     | Kristen Tsai                      |
| 2010   | Kanadische Juniorenmeisterschaft U19 2010 | WD        | 1     | Kristen Tsai / Tracy Wong         |
| 2011   | Kanadische Juniorenmeisterschaft U19 2011 | XD        | 1     | Nyl Yakura / Kristen Tsai         |
| 2011   | Kanadische Juniorenmeisterschaft U19 2011 | WS        | 1     | Kristen Tsai                      |
| 2011   | Canadian Games 2011                       | WS        | 3     | Kristen Tsai                      |
| 2011   | Kanadische Meisterschaft 2011             | WD        | 2     | Phyllis Chan / Kristen Tsai       |
| 2012   | Panamerikameisterschaft 2012              | WS        | 1     | Kristen Tsai                      |
| 2012   | Kanadische Juniorenmeisterschaft U23 2012 | WD        | 1     | Phyllis Chan / Kristen Tsai       |
| 2012   | Kanadische Juniorenmeisterschaft U19 2012 | WS        | 1     | Kristen Tsai                      |
| 2013   | Peru International 2013                   | WS        | 1     | Kristen Tsai                      |
| 2013   | Peru International 2013                   | WD        | 2     | Joycelyn Ko / Kristen Tsai        |
| 2013   | Kanadische Meisterschaft 2013             | WD        | 2     | Joycelyn Ko / Kristen Tsai        |
| 2013   | Kanadische Juniorenmeisterschaft U23 2013 | WD        | 1     | Stéphanie Pakenham / Kristen Tsai |
| 2013   | Canadian International 2013               | WS        | 2     | Kristen Tsai                      |
| 2013   | Kanadische Juniorenmeisterschaft U23 2013 | WS        | 1     | Kristen Tsai                      |
| 2013   | Kanadische Meisterschaft 2013             | WS        | 2     | Kristen Tsai                      |
| 2014   | Kanadische Meisterschaft 2014             | XD        | 1     | Derrick Ng / Kristen Tsai         |
| 2014   | Kanadische Meisterschaft 2014             | WS        | 2     | Kristen Tsai                      |
| 2017   | U.S. International Challenge 2017         | WD        | 1     | Rachel Honderich / Kristen Tsai   |
| 2017   | U.S. International Challenge 2017         | XD        | 1     | Nyl Yakura / Kristen Tsai         |
| 2018   | U.S. International Challenge 2018         | WD        | 1     | Rachel Honderich / Kristen Tsai   |
| 2018   | Kanadische Meisterschaft 2018             | WD        | 1     | Rachel Honderich / Kristen Tsai   |
| 2018   | Kanadische Meisterschaft 2018             | XD        | 1     | Nyl Yakura / Kristen Tsai         |
| 2018   | Panamerikameisterschaft 2018              | WD        | 1     | Rachel Honderich / Kristen Tsai   |
| 2019   | Kanadische Meisterschaft 2019             | XD        | 3     | Nyl Yakura / Kristen Tsai         |
| 2019   | Kanadische Meisterschaft 2019             | WD        | 1     | Rachel Honderich / Kristen Tsai   |
| 2019   | Brazil International 2019                 | XD        | 3     | Nyl Yakura / Kristen Tsai         |
| 2019   | Brazil International 2019                 | WD        | 1     | Rachel Honderich / Kristen Tsai   |
| 2019   | Panamerikaspiele 2019                     | WD        | 1     | Rachel Honderich / Kristen Tsai   |
| 2019   | All England 2019                          | WD        | 17    | Rachel Honderich / Kristen Tsai   |
| 2019   | Panamerikaspiele 2019                     | XD        | 3     | Nyl Yakura / Kristen Tsai         |
| 2020   | Kanadische Meisterschaft 2020             | WD        | 1     | Rachel Honderich / Kristen Tsai   |
| 2020   | All England 2020                          | WD        | 17    | Rachel Honderich / Kristen Tsai   |
| 2021   | Panamerikameisterschaft 2021              | WD        | 1     | Rachel Honderich / Kristen Tsai   |
| 2021   | Olympische Spiele 2020                    | WD        | 9     | Kristen Tsai                      |
| 2021   | Scottish Open 2021                        | WD        | 1     | Rachel Honderich / Kristen Tsai   |